# Middelgrunden (Øresund)
 For alternative betydninger, se Middelgrunden. (Se også artikler, som begynder med Middelgrunden)
Middelgrunden er en grund (et område med lille vanddybde) i Øresund.
På Middelgrunden byggede man i 1890-1894 Middelgrundsfortet og i 2001 Middelgrundens Vindmøllepark.